# Qualitat assistencial
La qualitat assistencial és aquella que espera proporcionar al pacient el màxim i més complet benestar després de valorar el balanç de beneficis i pèrdues que poden acompanyar l'atenció sanitària en totes les seves parts.